# Kuckenburger Hagen
Koordinaten: 51° 24′ 29″ N, 11° 39′ 40″ O

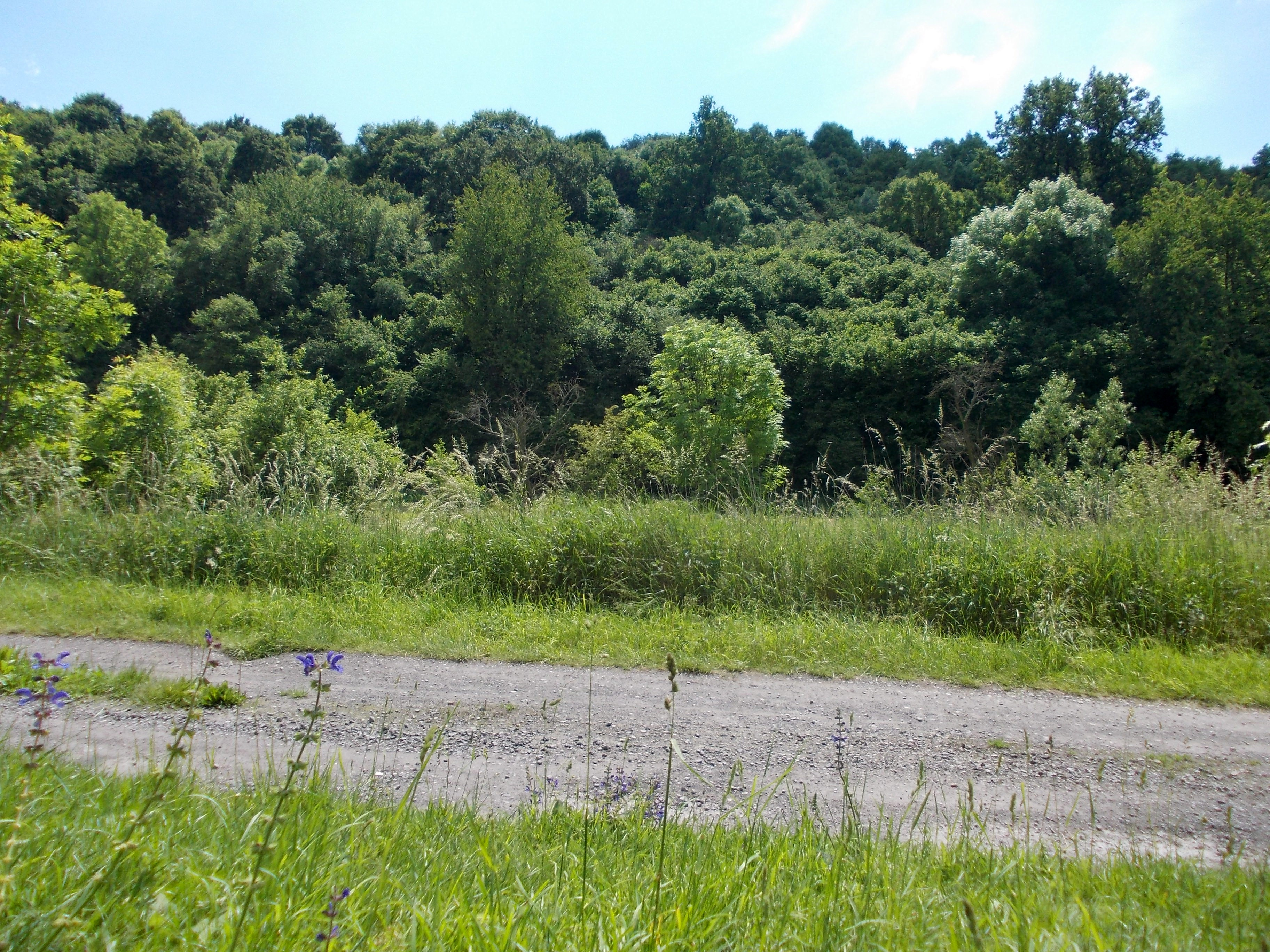
Naturschutzgebiet „Kuckenburger Hagen“

Der Kuckenburger Hagen ist ein Naturschutzgebiet in der Gemeinde Obhausen im Saalekreis in Sachsen-Anhalt.
Das Naturschutzgebiet mit dem Kennzeichen NSG 0141 ist rund 72 Hektar groß. Es ist deckungsgleich mit dem gleichnamigen FFH-Gebiet. Das Gebiet steht seit 1994 unter Schutz (Datum der Verordnung: 18. Mai 1994). Zuständige Behörde ist die Obere Naturschutzbehörde des Regierungspräsidiums Halle.
Das Naturschutzgebiet liegt westlich von Halle (Saale) im Bereich der Querfurter Platte. Es stellt einen Abschnitt des Weidatals mit seinen stark geneigten Hängen zwischen Obhausen im Süden und dem Ortsteil Esperstedt im Norden in der ansonsten landwirtschaftlich geprägten Landschaft unter Schutz. Die durch das Tal fließende Weida wird teilweise von Gehölzen aus Weiden, Erlen und Eschen begleitet. An den Hängen stockt ein Feldahorn-Stieleichenwald. Ehemals als Acker oder Hutung genutzte Bereiche werden von artenreichen Halbtrockenrasen mit Trockengebüschen, die in erster Linie von Liguster, Hartriegel und Schlehdorn gebildet werden, in unterschiedlichen Sukzessionsstadien eingenommen. Daneben sind Streuobstwiesen zu finden. Im Naturschutzgebiet wachsen u. a. Türkenbundlilie, Gefleckter Aronstab, Hohler Lerchensporn, Frühlingsadonisröschen, Himmelschlüssel, Kleines Habichtskraut und Tausendgüldenkraut.
Das Naturschutzgebiet ist Lebensraum von u. a. Kleinspecht, Wendehals, Neuntöter, Raubwürger, Goldammer, Nachtigall und Dorngrasmücke sowie einer artenreichen Insektenfauna, darunter Heuschrecken wie der Feldgrashüpfer, Tagfalter und Laufkäfer. Auch das Mauswiesel ist hier heimisch.
Die Bundesautobahn 38 quert das Naturschutzgebiet bis zu 43 Meter über dem Tal auf der 453 Meter langen, südlich von Esperstedt liegenden Weidatalbrücke. Die ehemalige Bahnstrecke Röblingen am See–Vitzenburg verläuft durch das Weidatal.